# قایق دودکله کلاس کوکو
قایق دودکله کلاس کوکو (به انگلیسی: Cuckoo-class schooner) یک کلاس از کشتی است.